# Корнєв Володимир Вікторович
Володи́мир Ві́кторович Ко́рнєв ( 1982-30 липня 2014) — капітан Збройних сил України, учасник російсько-української війни.

## Короткий життєпис
Народився 1982 року в родині військовослужбовця у місті Верхня Пишма Свердловської області, згодом родина переїхала до НДР; по тому — до села Дівички. Закінчив загальноосвітню школу села Дівички; по тому — Сумське військове училище.
Начальник розвідки штабу, 128-ма окрема гірсько-піхотна бригада. На війні з березня 2014 року.
Загинув під час мінометного обстрілу під Луганськом 7 липня 2014-го. Тоді ж поліг капітан Балог Василь Васильович. Похований з військовими почестями в Дівичках на Переяславщині, де мешкають його батьки та молодший брат. Без Володимира лишилась цивільна дружина.

## Нагороди та вшанування
- 31 жовтня 2014 року за особисту мужність і героїзм, виявлені у захисті державного суверенітету та територіальної цілісності України, вірність військовій присязі під час російсько-української війни, відзначений — нагороджений орденом «За мужність» III ступеня (посмертно)
- в Дівичківській ЗОШ відкрито меморіальну дошку Володимиру Корнєву.